# Michele Desubleo

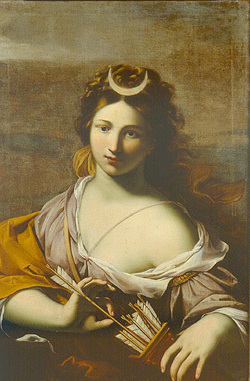
Diana op jacht

Michele Desubleo (Maubeuge in Henegouwen, 1601 – Parma, 1676) was een Zuid-Nederlands kunstschilder, die vooral werkzaam was in Italië. Zijn oorspronkelijk Franse naam was Michel Desoubleay; in Italië werd dat Michele Desubleo, Michele Fiammingo (de Vlaming) of Michele di Giovanni de Sobleau. 
Desubleo leerde het vak bij Abraham Janssens en volgde in 1621 zijn halfbroer Nicolas Régnier naar Rome en Venetië. Hij werkte ook in Bologna (in het atelier van Guido Reni), Florence, Modena en ten slotte in Parma. (1666).